# Nieuwjaarsconcert van de Wiener Philharmoniker

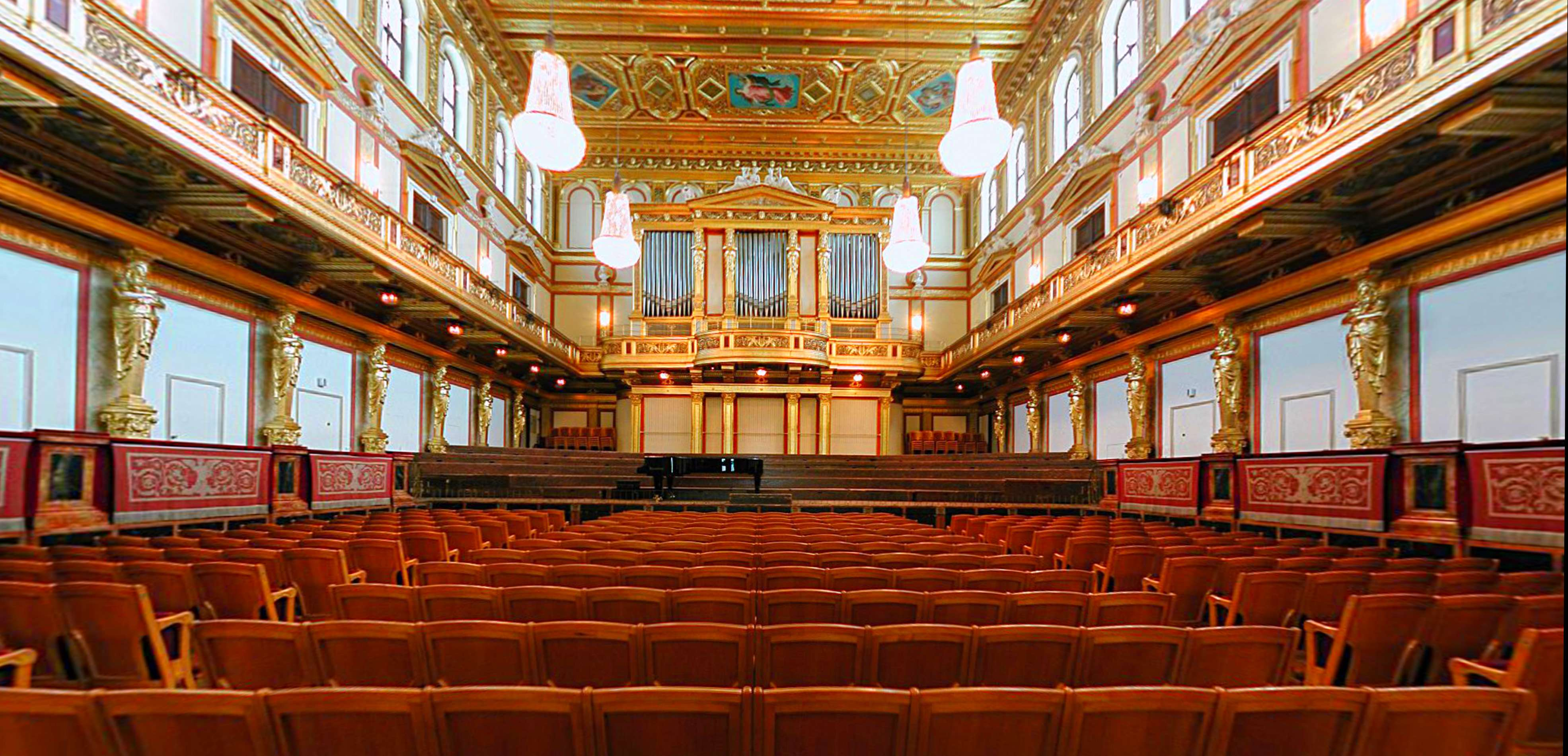
Gouden Zaal

Het Nieuwjaarsconcert van de Wiener Philharmoniker (Duits: Neujahrskonzert der Wiener Philharmoniker) is een concert dat jaarlijks op 1 januari plaatsvindt in de Gouden Zaal (Duits: Goldener Saal) van de Wiener Musikverein, het concertgebouw van Wenen.

## Toelichting
Het eerste nieuwjaarsconcert werd in 1939 op 31 december uitgevoerd onder het naziregime. Sinds 1941 is de uitvoering echter op nieuwjaarsdag. Dit concert ging oorspronkelijk door als benefiet ten voordele van het Kriegswinterhilfwerk. Op het programma van het nieuwjaarsconcert staat lichte klassieke muziek, veelal van Oostenrijkse componisten. De familie Strauss bepaalt vaak een groot deel van het programma.
Sinds 1958 wordt het programma elk jaar afgesloten met de concertwals An der schönen blauen Donau (Johann Strauss jr.) en de Radetzkymars (Johann Strauss sr.). In 2005 werd de Radetzkymars niet gespeeld in gedachtenis aan de slachtoffers van de tsunami van 26 december 2004.
De uitzending in Nederland wordt verzorgd door de NOS, van 1984 tot en met 2014 met commentaar van Joop van Zijl, van 2015 tot 2019 werden de verbindende teksten verzorgd door Edwin Rutten en sinds 2020 verzorgt Margriet Vroomans de verbindende teksten. Voor Vlaanderen (VRT) zorgt Katelijne Boon voor passend commentaar, zowel op radio als televisie. Elk jaar komen er weer landen bij die dit concert live op televisie uitzenden. Geschat wordt dat in 2016 al meer dan 50 miljoen kijkers worden aangetrokken in 90 verschillende landen. De beeldregie is in handen van Brian Large. Daarnaast wordt het concert in Wenen ook op grote schermen in de stad vertoond, zodat daar ook mensen die geen kaartje hebben kunnen bemachtigen het concert kunnen volgen. Sinds 2000 wordt het concert ook op dvd uitgebracht.

### Dirigenten
Diverse grote namen stonden op de bok voor de Wiener Philharmoniker tijdens het nieuwjaarsconcert. Na Clemens Krauss stond na de Tweede Wereldoorlog Josef Krips voor het orkest, een van de weinige niet-gecompromitteerde Oostenrijkse musici van dat moment. Na zijn vertrek kwam Krauss terug, die nog zeven jaar de leiding had. Hij werd opgevolgd door Willi Boskovsky, die ononderbroken 25 jaar het nieuwjaarsconcert dirigeerde.
Lorin Maazel dirigeerde elfmaal. Daarna ontstond een traditie van jaarlijkse gastdirigenten, zoals Herbert von Karajan, Claudio Abbado en Riccardo Muti. In 2009 verwees de dirigent Daniel Barenboim naar de politieke situatie in het Midden-Oosten toen hij opriep tot vrede en menselijke rechtvaardigheid.
Een volledig overzicht van de dirigenten is te vinden op de lijst van dirigenten van het nieuwjaarsconcert van de Wiener Philharmoniker.

### Ballet
Traditioneel bezorgt de ORF de kijkers meestal één of twee nummers met balletuitvoeringen. De choreografie ligt in handen van speciaal uitgenodigde internationale choreografen en wordt uitgevoerd door dansers van het Weense Staatsballett van de Weense Staatsopera. Vaak maken bekende internationale gastsolisten hun entree. Afhankelijk van de locatie (meestal een bekend monumentaal gebouw of paleis in Wenen) worden de stukken van tevoren opgenomen of live op 1 januari uitgevoerd. De beelden zijn niet voor het publiek in de concertzaal te zien. De tv-kijker ziet de beelden wel tijdens de uitvoering van de betreffende stukken.
Bij het nieuwjaarsconcert 2008 werd voor de eerste keer live in de concertzaal gedanst bij de uitvoering van An der schönen blauen Donau als verlengstuk van een opgenomen choreografie. Bij het nieuwjaarsconcert van 2010 waren de kostuums ontworpen door Valentino Garavani en in 2014 door Vivienne Westwood. Bij de uitvoering van An der schönen blauen Donau wordt de laatste jaren niet meer gedanst, maar worden videobeelden getoond van de Donau, waarbij de Donau is te zien in verschillende seizoenen. In 2023 keerde het dansen bij An der schönen blauen Donau echter weer terug. In 2024 werden net als in 2021 geen beelden van de Donau of ballet vertoond tijdens de uitvoering van An der schönen blauen Donau omdat men dit niet gepast vond vanwege de oorlog in Gaza. Hetzelfde gold voor 2025. Ook dat jaar werd An der schönen blauen Donau zonder ballet of beelden van de Donau uitgevoerd.

### Pauze
In de pauze zendt de Oostenrijkse televisie ORF een 20 minuten durende reclamefilm uit om het land te promoten. In 2007 was het thema de Oostenrijkse natuur, in 2008 was dat het Europees kampioenschap voetbal dat dat jaar in Oostenrijk en Zwitserland werd gespeeld.
In 2009 werd de stad Linz in de schijnwerpers geplaatst omdat deze stad samen met Vilnius de culturele hoofdstad van Europa was. In 2014 werd een kijkje achter de schermen genomen van dit Nieuwjaarsconcert. Mozart en Salzburg stonden centraal in de editie 2016. In 2018 werd, vanwege diens honderdste sterfjaar, aandacht besteed aan de architectuur van Otto Wagner. In 2019 stond de Weense Staatsopera centraal die ook het ballet verzorgt tijdens het concert vanwege hun 800-jarig bestaan. In 2021 ging de film over Burgenland, de dunst bevolkte deelstaat van Oostenrijk, bestaande uit voorheen Hongaarse gebieden die 100 jaar geleden aan Oostenrijk zijn toegevoegd. In 2022 ging het om belangrijke locaties die op de werelderfgoedlijst staan van Unesco. In 2023 ging het om 150 jaar Wereldtentoonsteling in Wenen. In 2024 ging het over het leven van de Oostenrijkse componist Anton Bruckner omdat dit jaar uitgeroepen werd tot Bruckner-jaar. In 2025 ging de film over de familie Strauss vanwege het 200e geboortejaar van Johan Strauss jr.

### Corona
Op 1 januari 2021 werd het concert onder leiding van Riccardo Muti zonder publiek gegeven vanwege de coronapandemie die in 2020 uitbrak. Als alternatief voor het publiek konden tv-kijkers online applaudisseren voor het orkest. Hiervoor moesten ze zich wel van tevoren opgeven. Om dezelfde reden kreeg de dirigent dat jaar geen bloemen. Er werden ook geen videobeelden van de Donau vertoond bij de uitvoering van An der schönen blauen Donau. Dit vond men niet gepast. In 2022 was er wel publiek aanwezig, maar het was beperkt tot 1000 personen.